# Ian Hunter (album)
| Recensione              | Giudizio    |
| ----------------------- | ----------- |
| AllMusic                | [ 2 ]       |
| Robert Christgau        | B           |
| Sputnikmusic            | 3.5 (Great) |
| Dizionario del Pop-Rock | [ 5 ]       |
| 24.000 dischi           | [ 6 ]       |

Ian Hunter è il primo album da solista di Ian Hunter, registrato in seguito al suo abbandono della band Mott the Hoople.

## Tracce

### LP
Lato A (S 80710 A)
Testi e musiche di Ian Hunter, eccetto dove indicato.
1. Once Bitten, Twice Shy – 4:41
2. Who Do You Love – 3:49
3. Lounge Lizard – 4:26
4. Boy – 8:56 (Ian Hunter, Mick Ronson)

Lato B (S 80710 B)
Testi e musiche di Ian Hunter.
1. 3,000 Miles from Here – 2:46
2. The Truth, the Whole Truth, Nuthin' But the Truth – 6:12
3. It Ain't Easy When You Fall/Shades Off – 4:08
4. Shades Off – 1:37
5. I Get So Excited – 3:48

### Compact disc|CD
Edizione CD (30th Anniversary Edition) del 2005, pubblicato dalla Columbia Records (519817 2)
Testi e musiche di Ian Hunter, eccetto dove indicato.
1. Once Bitten, Twice Shy – 4:45
2. Who Do You Love – 3:51
3. Lounge Lizard – 4:29
4. Boy – 8:50 (Ian Hunter, Mick Ronson)
5. 3,000 Miles from Here – 2:46
6. The Truth, the Whole Truth, Nuthin' But the Truth – 6:11
7. It Ain't Easy When You Fall/Shades Off – 5:46
8. I Get So Excited – 3:50
9. Colwater High – 3:12 – Traccia bonus - outtake
10. One Fine Day – 2:22 – Traccia bonus - outtake
11. Once Bitten Twice Shy (single edit) – 3:52 – Traccia bonus - Versione singolo
12. Who Do You Love (single edit) – 3:18 – Traccia bonus - Versione singolo
13. Shades Off (poem) – 1:37 – Traccia bonus
14. Boy (single edit) – 3:42 – Traccia bonus - Versione singolo, brano inedito su CD

## Musicisti
- Ian Hunter - voce, chitarra ritmica, pianoforte, percussioni, armonie vocali
- Mick Ronson - chitarra solista, organo, mellotron, mouth organ, basso
- Geoff Appleby - basso, armonie vocali
- Dennis Elliott - batteria, percussioni
- Pete Arnesen - pianoforte
- John Gustafson - basso (brano: Lounge Lizard)

Note aggiuntive
- Ian Hunter e Mick Ronson - produttori
- Mick Ronson - arrangiamenti
- Registrazioni effettuate nel gennaio, febbraio e marzo del 1975 al Air Studios di Londra (Inghilterra)
- Bill Price - ingegnere delle registrazioni
- Jon Kelly, Shawn Milligan, Mike Sellers, Gary Edwards, Pete Henderson e Mike Stafford - assistenti ingegnere delle registrazioni
- Ritchie Anderson - coordinatore
- Management: Fred Heller Enterprises
- Roslav Szabo, CBS Records - design copertina album originale
- Les May, CBS Records - tipografia
- Martin Springett - illustrazioni copertina album originale
- Peter Lavery - fotografia retrocopertina album originale[7]

## Classifica
Album
| Anno | Classifica            | Posizione raggiunta |
| ---- | --------------------- | ------------------- |
| 1975 | Official Albums Chart | 21                  |
| 1975 | Billboard 200         | 50                  |

Singoli
| Anno | Titolo del brano       | Classifica             | Posizione raggiunta |
| ---- | ---------------------- | ---------------------- | ------------------- |
| 1975 | Once Bitten, Twice Shy | Official Singles Chart | 14                  |